# ابن مروان

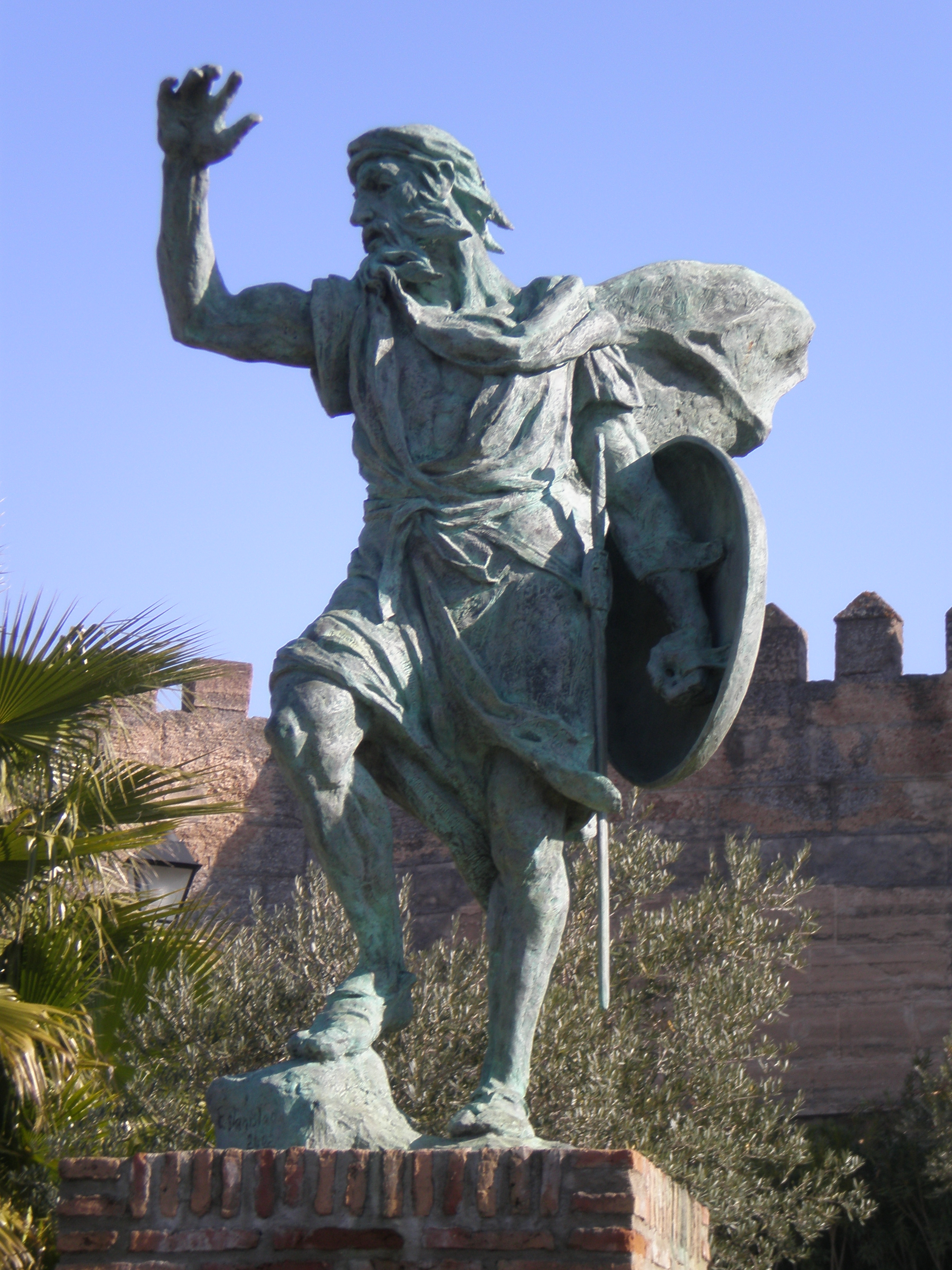
تندیس ابن مروان در باداخوس، اسپانیا - ۲۰۰۹

ابن مروان (عبدالرحمن بن مروان بن یونس همچنین «ابن الجلّیقی»=پور گالیسیایی) (وفات: ۸۸۹ میلادی) یک صوفی بود که خانواده‌اش از شمال پرتغال به مردیای اسپانیا مهاجرت کرده بودند.
در سال ۸۶۸ میلادی با رهبری گروهی از ملادیها و مستعربها علیه محمد یکم، امیر قرطبه شورش کرد و پس از مقاومتی جانانه امیر کوردوبا حاضر شد، در برابر تسلیم شدن، او را حاکم باداخوس کند.
از آنجا که می‌دانست نیروهای امیر به زودی به او حمله می‌کنند، به سمت شمال فرار کرد و در قلعه کارکار در نزدیکی لامگوی پرتغال پناه گرفت. پس از آن با توجه به درخواست ابن مروان، آلفونسوی سوم، نیروی کمکی به سوی او فرستاد و نیروهای این دو با هم توانستند نیروهای محمد یکم را شکست دهند. در بازگشت به باداخوس، که حالا دارای دژ محکمی بود، توانست بر همه اندلس غربی حکومت کند. بین ۸۷۶ و ۸۷۷ او دژ ماروایو را در پرتغال ساخت.
نوادگان او تا سال ۹۳۰ میلادی بر اندلس غربی حکومت کردند.